# Turner Entertainment
Turner Entertainment Company est une société créée en 1986 par Ted Turner à la suite du rachat du studio Metro-Goldwyn-Mayer et de son catalogue. 
Ce catalogue comprenait alors, outre les films de la MGM, les films Warner Bros. antérieurs à 1949, la majorité du catalogue RKO et une partie des films de United Artists. Quand Turner revendit la MGM peu de temps après, il conserva le catalogue au sein de Turner Entertainment.
Turner Entertainment a joué un rôle important dans la conservation et la restauration de classiques comme Casablanca, King Kong, Parade de printemps ou Le Chanteur de Jazz, qui passent fréquemment sur les chaînes de télévision par câble de la société, TBS, TNT et Turner Classic Movies.
Aujourd'hui, Turner Entertainment n'exerce plus d'activités et sert seulement de détentrice des droits de plusieurs productions, qui sont gérés par sa maison mère, Warner Bros. Entertainment, elle-même une filiale du groupe Warner Bros. Discovery.

## Anciennes filiales
- Turner Pictures (1990-1997) : absorbée par Warner Bros. Pictures
  - Turner Pictures Worldwide Distribution, Inc. (1990-1997)
- Turner Feature Animation (1992-1997) : absorbée par Warner Bros. Feature Animation
- Hanna-Barbera Cartoons, Inc. (1992-1997) : est devenue une filiale de Warner Bros. Animation
- Castle Rock Entertainment (1994-1998) : intégrée au Warner Bros. Pictures Group
- New Line Cinema (1994-1998) : intégrée au Warner Bros. Pictures Group
- Turner Home Entertainment (1989-1997) : absorbée par Warner Home Video

## Polémique
En 1989, Turner Entertainment décide de coloriser le film Quand la ville dort de John Huston et conclut un accord avec La Cinq afin de diffuser cette version colorisée. Les héritiers de John Huston s'y opposent, intentant un procès contre l'exploitation de cette version, ils sont déboutés aux États-Unis. Le 23 novembre 1988, Quand la ville dort est interdit de diffusion en France. Mais le 6 juillet 1989, La Cinq gagne en appel, et diffuse le film le 6 août 1989 (le lendemain de l'anniversaire de la mort de Marilyn Monroe). Finalement, le 28 mai 1991, la cour de cassation casse et annule l'arrêt rendu le 6 juillet 1989, et donne raison aux héritiers du cinéaste arguant que cette transformation de l'œuvre ne peut se faire, au nom du droit moral, sans l'accord de l'artiste ou de ses ayants droit.